# Grallaire d'Amazonie
Myrmothera berlepschi
Espèce
Statut de conservation UICN

 LC  : Préoccupation mineure
La Grallaire d'Amazonie (Myrmothera berlepschi) est une espèce d'oiseaux de la famille des Grallariidae.

## Description
L'adulte mesure environ 14 cm pour un poids de 46 g à 54 g.
L'espèce est décrite par le zoologiste autrichien Carl Edward Hellmayr en 1903.

## Répartition et habitat
Cet oiseau est réparti à travers le bassin sud de l'Amazone.

## Liste des sous-espèces
Selon Catalogue of Life (19 janvier 2020) :
- M. b. berlepschi (Hellmayr, 1903) - Sud du Brésil amazonien, Sud-Est du Pérou et Nord de la Bolivie
- M. b. yessupi (Carriker, 1930) - Est et centre du Pérou, Ouest amazonien au Brésil